# Michelle Waterson
Michelle Waterson (* 6. Januar 1986 in Colorado Springs) ist ein US-amerikanisches Fotomodell, MMA-Kämpferin und ehemalige Gewinnerin der „Invicta FC Atomweight Championship“.

## Leben
Geboren in Colorado Springs und aufgewachsen in Aurora, hat Michelle Waterson thailändische Wurzeln. Nachdem sie eine weiterführende Schule in Aurora absolviert hatte, begann sie 2004 ihre Model-Karriere. Später trat sie in die University of Denver ein, aber unterbrach das Studium, um ihre Mixed-Martial-Arts-Karriere zu starten. Waterson hatte ihr MMA-Debüt am 16. Februar 2007. Es wurde am 28. April 2015 bekannt, dass sie einen Vertrag mit der Ultimate Fighting Championship abgeschlossen hat. Laut Fight Matrix ist Waterson eine der besten Kämpferinnen der Welt im Strohgewicht und belegte den 1. Platz zwischen 2013 und 2014. Derzeit hat sie Rang 7 der „UFC Rankings“ im Strohgewicht inne.

## Privatleben
Michelle Waterson ist verheiratet und hat eine Tochter.